# Konang (Glagah)
Konang is een bestuurslaag in het regentschap Lamongan van de provincie Oost-Java, Indonesië. Konang telt 489 inwoners (volkstelling 2010).